# Cyrtotrachelus
Genre
Cyrtotrachelus est un genre d'insectes coléoptères appartenant à la famille des Dryophthoridae, ou selon d'autres auteurs à la famille des Curculionidae, que l'on trouve en Asie.

## Espèces
- Cyrtotrachelus areolatus Fairmaire, 1899
- Cyrtotrachelus bipartitus Hartmann, 1899
- Cyrtotrachelus birmanicus Faust, 1895
- Cyrtotrachelus bispinus Chevrolat, 1882
- Cyrtotrachelus borealis Jordan, 1894
- Cyrtotrachelus buqueti Guérin-Méneville, 1844
- Cyrtotrachelus davidis Fairmaire, 1878
- Cyrtotrachelus dichrous Fairmaire, 1878
- Cyrtotrachelus dorsalis Heller, 1923
- Cyrtotrachelus dux Boheman in Schönherr, 1845
- Cyrtotrachelus elegans Fairmaire, 1878
- Cyrtotrachelus feae Faust, 1895
- Cyrtotrachelus himalayanus Heller, 1923
- Cyrtotrachelus holomelas Heller, 1923
- Cyrtotrachelus humeralis Heller, 1923
- Cyrtotrachelus javanus Heller, 1923
- Cyrtotrachelus lar Schönherr, 1838
- Cyrtotrachelus longimanus (Fabricius, 1775)
- Cyrtotrachelus longipes Schönherr, 1838
- Cyrtotrachelus montanus Heller, 1923
- Cyrtotrachelus myrmidon Buquet in Guérin-Méneville, 1844
- Cyrtotrachelus nigrinus Heller, 1923
- Cyrtotrachelus nigrocinctus Faust, 1895
- Cyrtotrachelus nigrodiscalis Heller, 1923
- Cyrtotrachelus obscuriceps Chevrolat, 1882
- Cyrtotrachelus quadrimaculatus Buquet in Guérin-Méneville, 1844
- Cyrtotrachelus rex Chevrolat, 1882
- Cyrtotrachelus rufithorax Heller, 1923
- Cyrtotrachelus rufopectinipes Chevrolat, 1882
- Cyrtotrachelus subnotatus Voss, 1931
- Cyrtotrachelus sumatranus Heller, 1923